# Erster Direktor
Erster Direktor ist in Deutschland eine Grundamtsbezeichnung eines Amtes eines Beamten in der Laufbahngruppe des höheren Dienstes in der Bundesverwaltung. Die Ämter der Ersten Direktoren sind einer Besoldungsgruppe der Bundesbesoldungsordnung B zugeordnet. Die Grundamtsbezeichnung Erster Direktor darf nur mit einem Zusatz verliehen werden. Die Amtsinhaber beim Bundesnachrichtendienst und beim Bundesamt für Verfassungsschutz sind berechtigt, die Amtsbezeichnung ohne Zusatz zu führen. Dieser Zusatz weist bei Ersten Direktoren grundsätzlich auf die Behörde hin, bei der er tätig ist (BBesG Anlage I Vorbemerkungen Nr. 1 Abs. 2).

## Dienststellung
Beamte, denen ein Amt mit der Grundamtsbezeichnung Erster Direktor verliehen wurde, haben grundsätzlich eine herausgehobene Stellung in einer Behörde inne, beispielsweise stellvertretende Behördenleiter oder Leiter der unmittelbar nachgeordneten Hierarchieebene (Abteilungsleiter).

## Geschichte
Bis zum Inkrafttreten des Besoldungsstrukturenmodernisierungsgesetzes (BesStMG) am 1. Januar 2020 waren die Ämter der Erster Direktoren einzeln in der Bundesbesoldungsordnung B ausgewiesen. Seither ist Erster Direktor Grundamtsbezeichnung. Amtsinhaber von Ämtern, die vor Inkrafttreten des BesStMG ohne Zusatz geführt wurden, sind berechtigt, ihre bisherigen Amtsbezeichnungen ohne Zusatz weiterzuführen. Hintergrund der Änderung ist, dass in der Bundesbesoldungsordnung B die Bewertung aller Leitungsämter und somit die Behördenstruktur der Bundesverwaltung abgebildet waren. Sollte die Wertigkeit eines Amtes – auf Grund von Umstrukturierung, organisatorischen oder namentlichen Änderungen der Behörden oder Neubewertung eines oder mehrerer Ämter innerhalb einer Behörde – verändert werden, mussten zwei Gesetze geändert werden: das Haushaltsgesetz zur Schaffung einer Planstelle und das BBesG zur Änderung der Zuordnung der Funktion zu einer Besoldungsgruppe oder Änderung der Amtsbezeichnung. Letzteres verlängerte oftmals das Verfahren zur Änderung der Amtsbezeichnung und zögerte diese erheblich hinaus. Die Neufassung der Bundesbesoldungsordnung B durch das BesStMG und die darin nunmehr neu enthaltene Grundamtsbezeichnung Erster Direktor verkürzen das Verfahren.

## Besoldung
Ämter mit der Grundamtsbezeichnung Erster Direktor können in der Besoldungsordnung B in die Besoldungsgruppen B 4 bis B 6 oder B 8 des Bundesbesoldungsgesetzes (BBesG) eingruppiert werden. Von der Besoldungsgruppe entspricht der Erste Direktor in Besoldungsgruppe B 6 beispielsweise einem Brigadegeneral oder Flottillenadmiral.

## Ämter
Beamte mit der Grundamtsbezeichnung Direktor haben zum Beispiel folgende Ämter inne und führen folgende Zusätze zur Grundamtsbezeichnung:

### Besoldungsgruppe B 4
- Erster Direktor bei der Bundesanstalt für Immobilienaufgaben
- Erster Direktor beim Bundesinstitut für Berufsbildung 1
- Erster Direktor beim Zentrum für Geoinformationswesen der Bundeswehr 2
- Erster Direktor im Bundeskriminalamt
- Erster Direktor beim Bundesamt für Verfassungsschutz 3

### Besoldungsgruppe B 5
- Erster Direktor der Unfallversicherung Bund und Bahn

### Besoldungsgruppe B 6
- Erster Direktor bei der Bundesnetzagentur für Elektrizität, Gas, Telekommunikation, Post und Eisenbahnen
  - Erster Direktor beim Bundesamt für Ausrüstung, Informationstechnik und Nutzung der Bundeswehr
  - Erster Direktor beim Bundesamt für das Personalmanagement der Bundeswehr
  - Erster Direktor beim Bundesamt für Infrastruktur, Umweltschutz und Dienstleistungen der Bundeswehr
- Erster Direktor beim Bundesnachrichtendienst 1
- Erster Direktor beim Luftfahrtamt der Bundeswehr 2
- Erster Direktor beim Planungsamt der Bundeswehr 2

### Besoldungsgruppe B 8
- Erster Direktor der Deutschen Rentenversicherung Knappschaft-Bahn-See 1